# Знаменская церковь (Красное село, Палехский район)
Знаменская церковь — приходской храм в cеле Красном Палехского района Ивановской области России. Один из стариннейших храмов Центральной России, памятник архитектуры Ивановской области — русского культового зодчества начала XIX века.
Объект культурного наследия России федерального значения (№ 3710064003). Входит в состав архитектурного комплекса «Ансамбль Знаменской церкви» (№ 3710064000), в который, помимо собственно храма, входят также колокольня (№ 3700000155), дом священника, дома № 3—5 (№ 3710064001) и ограда с воротами (№ 3710064002).

## Предыстория
В писцовых книгах Суздальского уезда 1628—1630 годов упоминается «погост Николая Чудотворца, церкви деисусов семь образов на проземни, на престоле образ Пречистой Богородицы Одигитрия на золоте, двери царские сень и столбцы на прозелени, местный образ Николая Чудотворца, да образ всех святых. При церкви священник и пономарь, две кельи нищих, пашни по двенадцать четвертин в поле перелогу восемь четвертин, сена десять копен». Близ погоста отмечена деревня Красная …" О дальнейшей судьбе упомянутой в 1628 году церкви ничего не известно.

## История

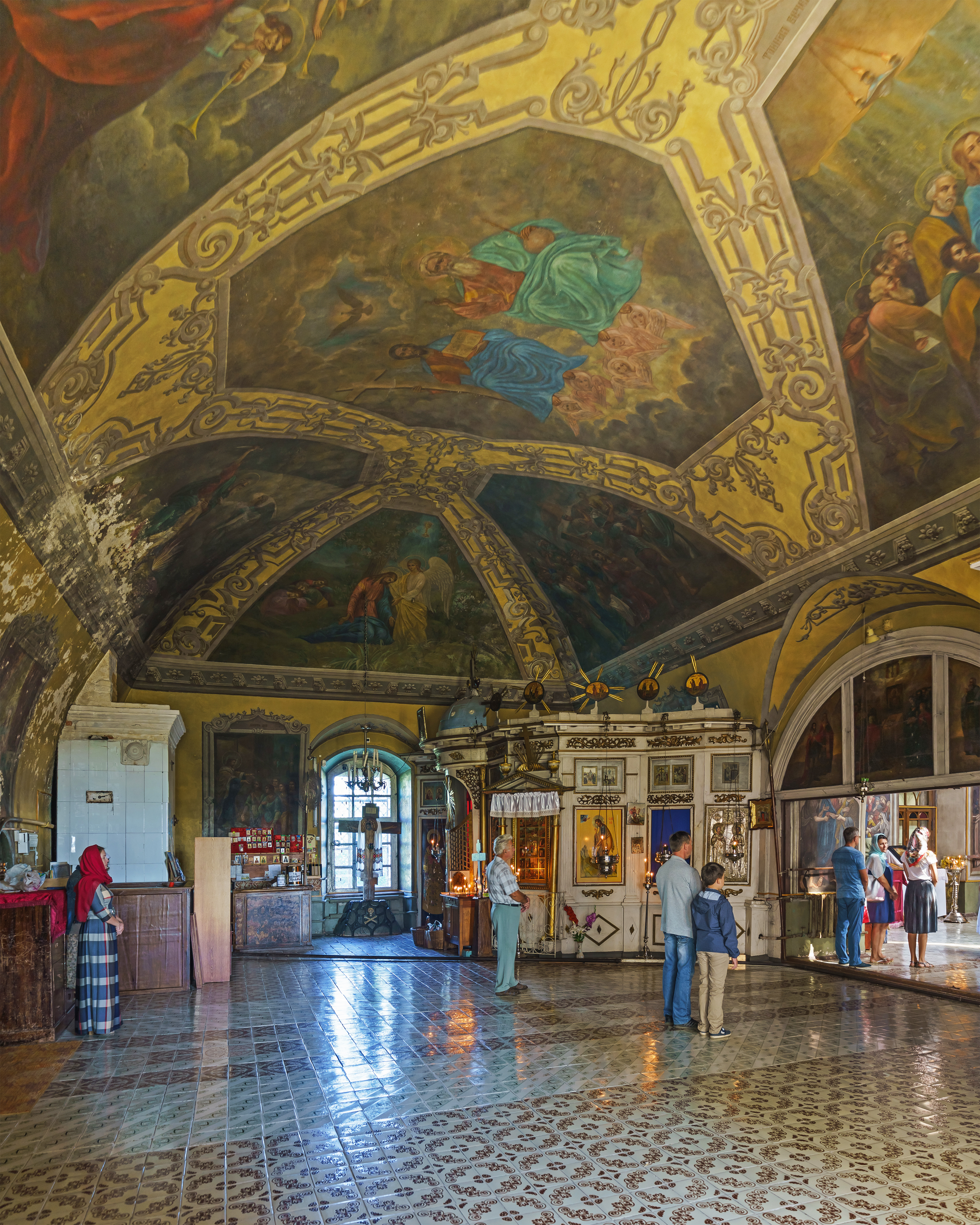
Внутреннее убранство Знаменского храма

Существующий каменный (кирпичный) храм был построен в 1801—1804 годах, вместо обветшавшей одноимённой деревянной церкви, существовавшей здесь ранее (по-видимому, имеется в виду Николаевская церковь). Строительство начато по «храмозданной грамоте» епископа Владимирской и Суздальской епархии Ксенофонта (Троепольского) от 23 июля 1801 года — по прошению священника села Красного Стефана Стефанова и сельского помещика, дворянина Перфилия Николаевича Бутурлина.
Возводился храм «церковным строителем» — купцом Петром Бородулиным на средства, собранные прихожанами церковной общины, и данные помещиком Перфилием Бутурлиным. Построена церковь была лишь через три года, однако освящена она была лишь 14 июня 1810 года, по прошению священника Стефана Стефанова и церковного строителя Петра Бородулина.
23 сентября 1884 года при Свято-Знаменской церкви была открыта приходская школа. По данным 1897 года, учащихся значилось 62 человека. Позднее, при советской власти, на основе приходской школы была создано общеобразовательное учреждение советского образца.
Согласно официальному изданию — «Историко-статистическому описанию церквей и приходов Владимирской епархии» на 1898 год, значится: — «Престолов в нём три: главный — в честь Знамения Пресвятой Богородицы, в трапезе в тёплой во имя Святого Николая Чудотворца и святой мученицы Параскевы, именуемый Пятницей. Причта в Красновском приходе по штату положено — священник и псаломщик. На содержание их получается из разных источников до 500 рублей в год. Дома у членов причта собственные на церковной земле. Церковный приход состоит из села Красного и близлежащих деревень Лужкова, Ломова, Богатищи, Лукина и Иванькова, в коих по клировым ведомостям числится 530 душ мужского и 639 женского».
Красносельская церковь — одна из немногих в Ивановской области, что при советской власти оставалась действующей, храм не закрывался.
В 1920 году псаломщиком в церковь поступил Иван Михайлович Блинов (1874—1933), служил до 21 января 1931 года, когда был арестован ОГПУ по обвинению в антисоветской агитации. Виновным себя не признал, и 3 июля 1931 года тройка ОГПУ приговорила Блинова к трём годам ссылки в Казахстан. Скончался в ссылке 1 апреля 1933 года, погребён в безвестной могиле. Иоанн Блинов включён в Собор новомучеников и исповедников Церкви Русской в лике исповедника.
С 8 августа 1975 по 27 мая 1977 года в храме служил Вениамин (Зарицкий), с ноября 1985 по декабрь 1986 года — Амвросий (Юрасов). Позднее — протоиерей Андрей (Манчтет) (род. 02.05.1958 — ум. 09.11.2002).

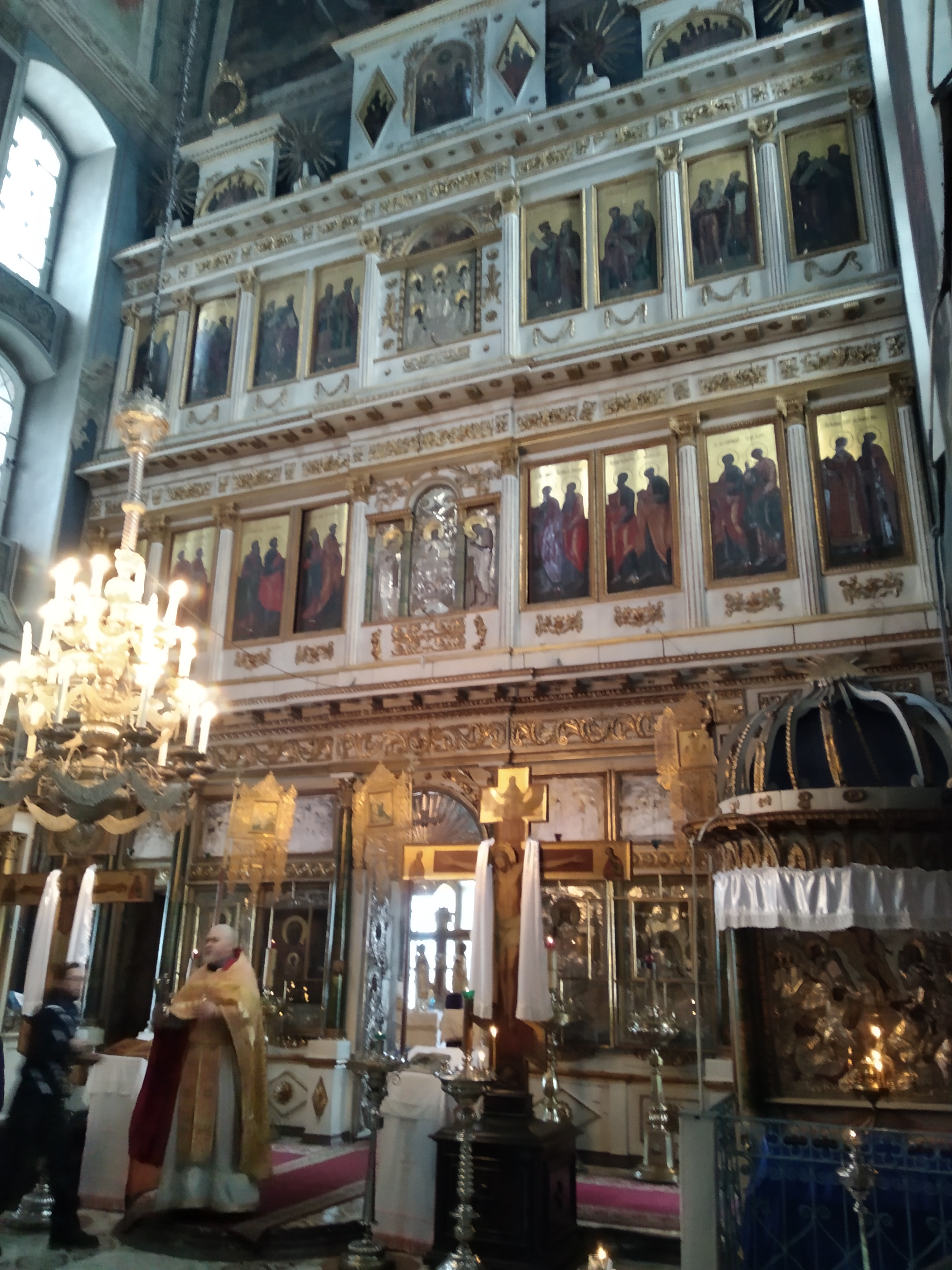
Иконостас. На амвоне — протоиерей Лев Смирнов

В настоящее время в церкви служит протоиерей Лев Смирнов, к приходу Знаменского храма, где регулярно совершаются богослужения, к церкви, также, приписана часовня святой мученицы Параскевы Пятницы в селе Богатищи.

## Архитектура
В архитектурном облике храма нашли отражение стилистические принципы классицизма (храм, трапезная, апсида) и русской архитектуры XVII века (шатровая колокольня). Здание храма, в комплексе с прилегающими постройками XIX века (палатка, церковные ворота, ограда и др.), представляет собой пример храмового зодчества высокой художественной значимости.
Настенная живопись храма отражает сюжеты Ветхого и Нового Заветов и с элементами орнаментальных композиций исполнена позднее постройки, в середине XIX века, мастерами палехской иконописной школы, использовавших  библейские сюжеты гравюр Юлиуса Шнорра, а также французских художников-графиков. Таким образом, по сегодняшним меркам, Свято-Знаменский храм является уникальным памятником не только русской, но и европейской культуры.
Реставрация настенной живописи в храме осуществлялась неоднократно, впервые в 1862 году.  В начале XX века,  в 1905–1906 гг.,  храм был реставрирован художниками–иконописцами палехской мастерской Ивана Ивановича Парилова, использовавших так называемую  “итальянскую манеру” палехского фряжского стиля.